# Cryptobias coccineus
Cryptobias coccineus là một loài bọ cánh cứng trong họ Cerambycidae.